# Dimljeno pivo
Dimljeno pivo (nemško Rauchbier) je vrsta piva z značilnim okusom dima, ki ga daje ječmenov slad, posušen na odprtem ognju.

## Zgodovina
Sušenje slada nad odprtim ognjem v dimni peči lahko sladu doda dimljen značaj. Ta značaj se lahko prenese na piva, zvarjena z dimljenim sladom. Pred moderno dobo se je ječmenov slad sušil na neposredni sončni svetlobi poleg sušenja nad ognjem. Čeprav je sušenje sladu v peči z vročim zrakom z uporabo indirektne toplote prišlo v široko uporabo šele v industrijski dobi, je bila metoda znana že v prvem stoletju pred našim štetjem. Poleg tega so v preteklosti obstajale različne metode priprave žitnih zrn za pivovarstvo, vključno s pripravo piva iz kruha, zato dimljeno pivo ni bilo univerzalno.
Z začetkom v 18. stoletju je postalo sušenje sladu v peči z vročim zrakom vse pogostejše in je do sredine 19. stoletja postalo skoraj univerzalna metoda za sušenje sladnega zrna. Ker metoda peči z vročim zrakom preprečuje, da bi kakršen koli dim prišel v stik z mokrim sladom, se zrnu ali pivu, ki sledi, ne doda okus po dimu. Posledično je bil okus dima v pivu vse manj pogost in je sčasoma skoraj popolnoma izginil iz sveta pivovarstva.

## BamberškiRauchbier
Nekatere pivovarne so ohranile tradicijo dimljenega piva tako, da so še naprej uporabljale slad, ki je bil sušen na odprtem ognju. Slad se suši na ognju iz bukovih polen. Slad in fermentirano pivo sta shranjena pod pivnico in pivovarno v delu bamberških katakomb, labirintu predorov pod mestom, zgrajenih od 11. stoletja dalje, ki imajo zelo stabilno vlago in temperaturo. V preteklosti so za hlajenje prostora za fermentacijo pivnice, Lagerkeller, uporabljali led. Ta led so pozimi nabirali lokalno nad tlemi, ko pa je bila zima premila, so led uvažali celo iz Finske ali Švedske. Pivo nato filtrirajo, da odstranijo motno barvo in ostanke kvasovk, ter dajo v hrastove sode. Dve pivovarni v Bambergu v Nemčiji, Schlenkerla in Spezial, že več kot stoletje nadaljujeta s proizvodnjo dimljenega piva. Ta podjetja proizvajajo več vrst Rauchbier - dimljeno pivo. Obe delujeta še danes, skupaj s sedmimi drugimi pivovarnami v istem mestu. Ker se je tradicija rauchbiera v Bambergu nenehno ohranjala, se slog piva zdaj trži kot Bamberg Rauchbier.
Zaradi priljubljenosti craft piva v zadnjih letih so postali na voljo industrijsko izdelani sladi z okusom dima, zato so ta slog poskušali uporabiti po vsem svetu, tudi v njegovem osrčju Frankovski in Bambergu. Schlenkerla in Spezial pa uporabljata tradicionalen, dodelan način dimljenja. Leta 2017 je organizacija Slow Food ta dva Rauchbiera vključila v svoj mednarodni katalog ogrožene dediščine Ark of Taste (skrinja okusa)., da bi prispevala k ohranitvi starega načina proizvodnje.
Združenje pivovarjev razlikuje med tremi različicami bamberškega Rauchbiera: Helles (svetlo lager pivo), Märzen (bavarski lager) in Bock (močno pivo, običajno temni ležak). Vsak je zvarjen v skladu z osnovnim slogom, vendar z dimljenim sladom, ki delno ali v celoti nadomesti kašo.

## Grodziskie
Grodziskie ali Grätzer sta podobni, tradicionalni dimljeni pivi iz Poljske, vendar narejena iz pšenice in močno gazirana ter z morda starejšo zgodovino, čeprav ju  v poznih 1990-ih niso več proizvajali. 
Grodziskie tradicionalno vsebuje 2,7-3,7 % alkohola z malo ali nič hmelja ali arome in srednje nizko do srednjo grenkobo. Tipična barva je slamnata do zlata. 

## Dimljeno pivo zunaj Nemčije in Poljske
- V Avstraliji Feral Brewing Company v Zahodni Avstraliji izdeluje dimljeni porter. Poleg tega pivovarna Gulf Brewery v Južni Avstraliji izdeluje rauchbier Smoke Stack.[8]
- V Belgiji pivovarna Dupont proizvaja Triomfbier Vooruit, saison (svetlo pivo, ki je močno gazirano, sadno, začinjeno), proizvedeno z dimljenim sladom.
- V Braziliji Eisenbahn proizvaja dimljeno pivo Eisenbahn Rauchbier, pri čemer uporablja slad, uvožen iz Bamberga.
- V Kanadi Les Trois Mousquetaires proizvaja dimljeno pivo, Half Pints Brewing Company pa sezonski Smoktoberfest. Pivovarna Church-Key iz Campbellforda v Ontariu proizvaja tudi škotski ale, dimljen s šoto, imenovan Holy Smoke. Cameronova pivovarna v Oakvillu v Ontariu proizvaja dimljeno pivo Bamburg Castle. Založba Moosehead Breweries Small Batch zdaj proizvaja dimljeni lager iz hmelja magnum.
- V Čilu Cervecería La Montaña proizvaja Yuto, dimljen münchenski dunkel (5,6 % abv) s tradicionalnimi nemškimi sestavinami, čeprav ne sledi klasičnim osnovnim slogom piva bamberškega Rauchbiere.
- V Italiji Birrificio Lambrate proizvaja dve dimljeni stout pivi, točeno ali ustekleničeno Ghisa (5 % ABV) in ustekleničeno Imperial Ghisa (8,5 %).[9]
- V Litvi pivovarna Dundulis proizvaja dimljeno pivo Juodvarnių.
- Emelisse na Nizozemskem proizvaja tradicionalno dimljeno pivo v nemškem slogu, pa tudi dimljeni porter in peated Russian Imperial stout. Brouwerij De Molen ima več različnih dimljenih piv, kot so Bloed, Zweet & Tranen in Rook & Vuur. Othmar proizvaja tudi tradicionalno dimljeno pivo, imenovano Rauchbier.
- Na Norveškem Haandbryggeriet proizvaja dimljeno pivo z okusom brina, imenovano Norwegian Wood.[10]
- V Združenem kraljestvu Meantime Brewery proizvaja Winter Time, dimljeno staro pivo, Kelham Island Brewery v Sheffieldu pa je v sodelovanju z Brooklyn Brewery izdelala Brooklyn Smoked Porter. Adnams ustekleniči svoj Smoked Ruby (4,7 % ABV) iz češnjevega lesa in je zvaril podobno, omejeno izdajo, 1659 Smoked Ruby Ale. [11] Beavertown vari dimljeni porter, imenovan Smog Rocket.[12]
- V Združenih državah Alaskan Brewing Company, Great Basin Brewing Company, [13] New Glarus Brewing Company, Revolution Brewing, Surly Brewing Company in Samuel Adams proizvajajo in distribuirajo dimljena piva pod vplivom Rauchbierja iz Bamberga.